# الغنصلة
الغنصلة قرية تتبع ناحية العنازة في منطقة بانياس التابعة لمحافظة طرطوس.